# 阿羅爾 (密蘇里州)
阿羅爾（英語：Arroll）是位於美國密蘇里州德克薩斯縣的非建制地區。

## 歷史
阿羅爾的郵局於1899年設立，1914年關閉後又於1938年重啟，最終於1957年停運。當地於1925年時共有人口36人。

## 地理
阿羅爾所處的海拔為高於海平面366米（即1201英呎），而該地所採用的時區為UTC-6，即北美中部時區（CST）。同時該地設有夏令時間，為UTC-6調快一小時，即UTC-5（CDT）。